# Trésor de Cuerdale

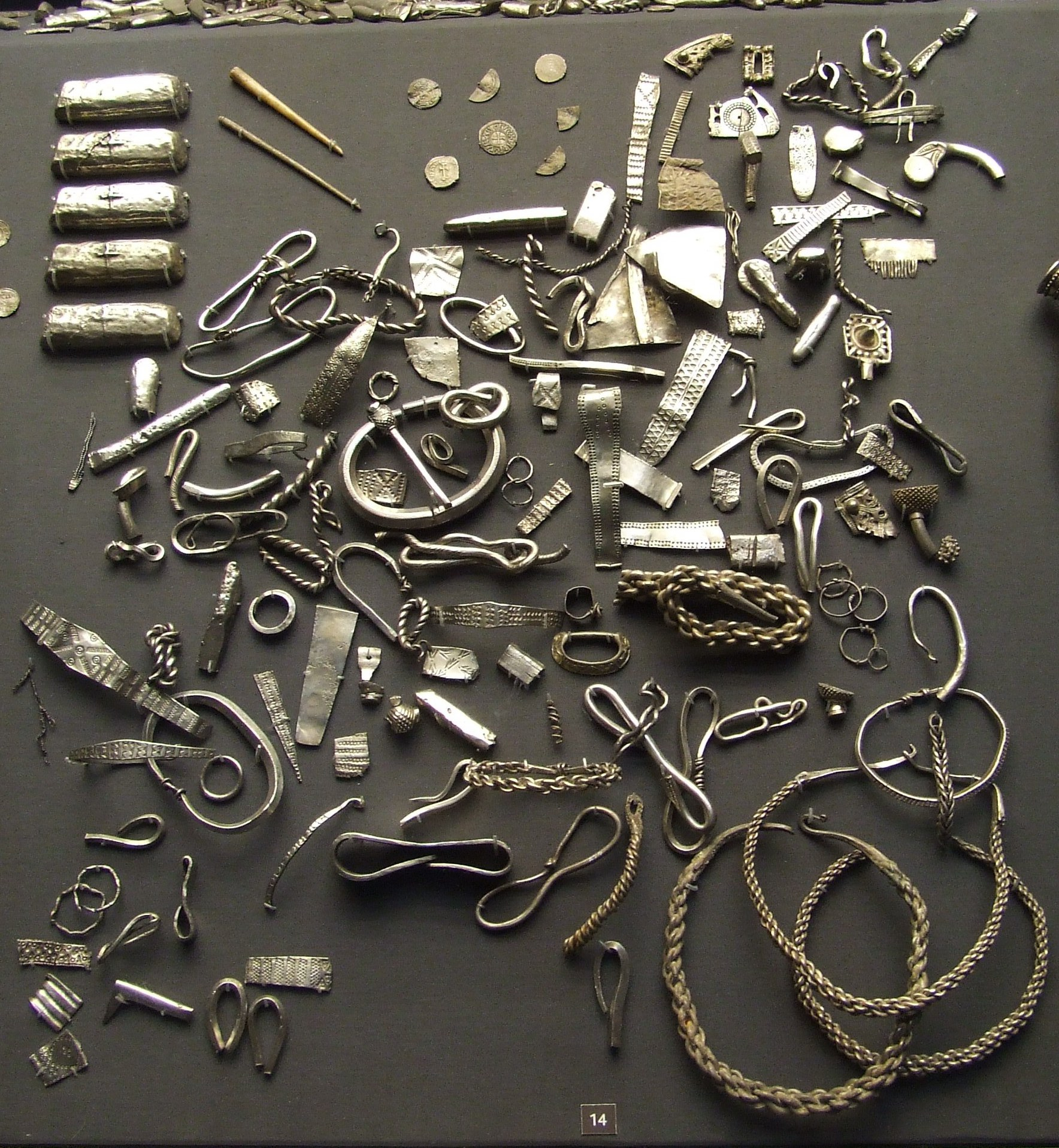
Quelques objets du trésor de Cuerdale exposés au British Museum.

Le trésor de Cuerdale est un trésor de l'âge des Vikings découvert en 1840 à Cuerdale, près de Preston, dans le Lancashire.
Il comprend plus de 8 600 objets en argent, parmi lesquels environ 7 500 pièces de monnaie, des bijoux, des fragments de métal et des lingots. La majeure partie des pièces provient des royaumes fondés par les Vikings dans le Danelaw, mais le trésor comprend également des pièces émises par le Wessex et d'autres monnaies étrangères provenant des royaumes carolingiens, de Scandinavie et du monde islamique, ainsi qu'une unique pièce byzantine. Ces pièces permettent de dater l'enterrement du trésor entre 905 et 910 environ.
Le trésor a été découvert par des ouvriers qui travaillaient à la rénovation des berges de la rivière. Ils ont remis le trésor au propriétaire des lieux, mais ont obtenu d'en conserver une pièce chacun.
La majeure partie du trésor est conservée au British Museum de Londres. Quelques objets sont exposés à l'Ashmolean Museum d'Oxford et au château-musée de Boulogne-sur-Mer.